# Bill O’Brien
William James „Bill“ O’Brien (* 23. Oktober 1969 in Boston, Massachusetts) ist ein American-Football-Trainer. Seit 2024 ist er Head Coach bei den Boston College Eagles. Zuvor war er unter anderem als Head Coach und General Manager der Houston Texans in der NFL sowie als Cheftrainer der Pennsylvania State University und Assistenztrainer bei verschiedenen Vereinen aktiv gewesen.

## Karriere
Nach der Highschool studierte O’Brien an der Brown University, für deren Footballteam er auch als Defensive End und Linebacker von 1990 bis 1992 spielte. Er schaffte nie den Sprung in ein Profiteam und wurde dann nach seinem Universitätsabschluss 1993 Assistenztrainer der Brown University. Es folgten Stationen bei Georgia Tech, der University of Maryland und der Duke University.
Im Jahr 2007 wurde O’Brien erstmals Assistenztrainer eines Teams der NFL. Er bekleidete zunächst die Position eines Offensive Assistant der New England Patriots. Unter Trainer Bill Belichick wurde er in den folgenden Jahren zunächst zum Trainer der Wide Receiver und dann zum Trainer der Quarterbacks befördert. Nachdem Josh McDaniels das Team 2009 verlassen hatte, wurde er Playcaller der Offensive und 2011 schließlich zum Offensive Coordinator ernannt. In der Spielzeit erreichten die Patriots zwar den Super Bowl, unterlagen dort jedoch den New York Giants.
Seine erste Anstellung als Cheftrainer erhielt O’Brien 2012, als er Trainer der Penn State Nittany Lions der Pennsylvania State University wurde. Trotz eines Missbrauchsskandals an der Universität und daraus folgenden Sanktionen konnte er die Saison mit acht Siegen zu vier Niederlagen erfolgreich beenden. Er bekam mehrere Auszeichnungen, unter anderem als Paul „Bear“ Bryant Trainer des Jahres. Auch in seiner zweiten Saison erreichten sie mehr Siege als Niederlagen.
Nach seiner erfolgreichen Zeit bei Penn State wurde O’Brien 2014 Cheftrainer der Houston Texans in der NFL. Nachdem die Texans in seiner ersten Saison trotz neun Siegen zu sieben Niederlagen die Playoffs knapp verpasst hatten, konnten sie diese in O’Briens zweitem Jahr erreichen. Allerdings scheiterten die Texans in der Wild Card Runde an den Kansas City Chiefs. Unter O’Brien konnten die Texans bisher vier Mal die AFC South Division gewinnen und in die Playoffs einziehen, scheiterten jedoch jedes Mal spätestens in der Divisional Round, zuletzt 2019 am späteren Super Bowl Sieger Kansas City Chiefs. Ab dem 28. Januar 2020 war er zusätzlich noch deren General Manager. Er geriet aufgrund verschiedener Trades (Jadeveon Clowney, Laremy Tunsil, Kenny Stills) immer stärker in die Kritik. Vor der Saison 2020 wurde zudem DeAndre Hopkins für einen Zweitrundenpick abgegeben. Nachdem die Texans mit vier Niederlagen in die Saison 2020 starteten, wurde er als Head Coach und General Manager entlassen. Sein Nachfolger wurde zunächst interimsweise sein bisheriger Defensive Coordinator, Romeo Crennel.
Nach seiner Entlassung bei den Texans blieb er die restliche Saison vereinslos. Am 21. Januar 2021 wurde er schließlich zum Offensive Coordinator und Trainer der Quarterbacks der University of Alabama ernannt. Dort arbeitet er unter Head Coach Nick Saban. Im Januar 2023 kehrte O’Brien zu den New England Patriots zurück, um dort erneut Offensive Coordinator unter Bill Belichick zu werden. Zusätzlich wurde er als Trainer der Quarterbacks bestätigt. Bei den Patriots konnte er allerdings an seine erfolgreiche Zeit nicht anknüpfen, die Offense um Quarterback Mac Jones war eine der schlechtesten der Liga. Nach Ende der Saison 2023 trennten sich die Patriots von Cheftrainer Belichick.
Am 19. Januar 2024 wurde O’Brien daraufhin als Offense Coordinator der Ohio State University bekanntgegeben. Er blieb jedoch weniger als einen Monat bei der Universität, da er im Februar 2024 als neuer Head Coach die Boston College Eagles übernahm.

## Karrierestatistiken

### NFL
| Team   | Saison | Regular Season | Regular Season | Regular Season | Regular Season | Regular Season      | Postseason | Postseason  | Postseason | Postseason                                                       |
| Team   | Saison | Siege          | Niederlagen    | Unentschieden  | Siege %        | Platzierung         | Siege      | Niederlagen | Siege %    | Ergebnis                                                         |
| ------ | ------ | -------------- | -------------- | -------------- | -------------- | ------------------- | ---------- | ----------- | ---------- | ---------------------------------------------------------------- |
| Texans | 2014   | 9              | 7              | 0              | 56,3 %         | 2. in der AFC South | –          | –           | –          | –                                                                |
| Texans | 2015   | 9              | 7              | 0              | 56,3 %         | 1. in der AFC South | 0          | 1           | 0,0 %      | Niederlage gegen die Kansas City Chiefs im AFC Wild Card Game    |
| Texans | 2016   | 9              | 7              | 0              | 56,3 %         | 1. in der AFC South | 1          | 1           | 50,0 %     | Niederlage gegen die New England Patriots im AFC Divisional Game |
| Texans | 2017   | 4              | 12             | 0              | 25,0 %         | 4. in der AFC South | –          | –           | –          | –                                                                |
| Texans | 2018   | 11             | 5              | 0              | 68,8 %         | 1. in der AFC South | 0          | 1           | 0,0 %      | Niederlage gegen die Indianapolis Colts im AFC Wild Card Game    |
| Texans | 2019   | 10             | 6              | 0              | 62,5 %         | 1. in der AFC South | 1          | 1           | 50,0 %     | Niederlage gegen die Kansas City Chiefs im AFC Divisional Game   |
| Texans | 2020   | 0              | 4              | 0              | 0,0 %          | entlassen           | –          | –           | –          | –                                                                |
| Gesamt | Gesamt | 52             | 48             | 0              | 52,0 %         |                     | 2          | 4           | 33,3 %     |                                                                  |